# Jonas Zethsen
Lars Jonas Peter Johannes Zethsen (6. července 1881, Appat – ?) byl grónský lovec a zemský rada zasedající v druhé severogrónské zemské radě.

## Životopis
Jonas Zethsen byl synem kolonisty Nielse Johannese Jakoba Zethsena (1845–?) a jeho manželky Ane Lucie Evy Eleonory (1849–?). Dne 16. srpna 1901 se ve svém rodném městě oženil s Marií Dortheou Beate Jensenovou (1882–?). Manželé měli dceru Nielsine Abelone Marthu Zethsenovou (1916–1944), která byla provdána za malíře Kâleho Rosinga (1911–1974).
Pracoval jako lovec. V roce 1916 byl zvolen do zemské rady Severního Grónska. Znovu byl zvolen v roce 1923. V roce 1926 po dvou funkčních obdobích z rady odešel.